# Río Kobuk
El río Kobuk (Iñupiaq: Kuuvak; Koyukon: Hʉlghaatno), también conocido con los nombres de Kooak, Kowak, Kubuk, Kuvuk y Putnam, es un río ubicado en la región ártica del noroeste de Alaska en Estados Unidos. Son aproximadamente 451 km de largo. Drenar una cuenca con un área de 32,000 km2, el río Kobuk se encuentra entre los ríos más grandes del noroeste de Alaska, con anchos de hasta 460 m y flujos que alcanzan velocidades de 5 a 8 km por hora en su tramo bajo y medio. La elevación promedio de la cuenca del río Kobuk es de 400 m sobre el nivel del mar, desde el nivel del mar en su desembocadura en el mar de Bering hasta 3,475 m cerca de su cabecera en la cordillera de Brooks.
La topografía a lo largo del río incluye montañas bajas y onduladas, llanuras y tierras bajas, tierras montañosas accidentadas moderadamente altas y algunas mesetas y altiplanos con pendientes suaves. El río contiene una población excepcional de pez lágrima (Stenodus leucicthys), un gran pescado blanco depredador de la familia del salmón, que desova en los tramos superiores del río durante el otoño. Una parte de la vasta manada de caribúes del Ártico occidental utiliza el valle del río Kobuk como pasto de invierno.

## Curso
Se supone comúnmente que el río Kobuk nace en el lago Walker, el lago Walker es alimentado por arroyos provenientes de las montañas Endicott dentro del Parque nacional y reserva Puertas del Ártico, justo al norte del círculo polar ártico. El río fluye brevemente hacia el sur, descendiendo de las montañas a través de dos cañones espectaculares (el Cañón Kobuk Superior y el Inferior), y luego generalmente hacia el oeste a lo largo del flanco sur de la cordillera de Brooks occidental en un amplio valle de humedales. En el valle pasa por una comunidad conectada de pueblos nativos del interior, incluidos Kobuk, Shungnak y Ambler, donde recibe el río Ambler.
En el curso inferior del río, donde pasa entre las montañas Baird y las montañas Waring, atraviesa el Parque nacional del valle del Kobuk, la ubicación de los 65 km2 de dunas de arena de Kobuk. Luego pasa por Kiana y entra en su amplio delta aproximadamente 16 km al suroeste de la ciudad. El Kobuk desemboca en el Hotham Inlet de Kotzebue Sound aproximadamente 48 km al sureste de la ciudad de Kotzebue.

## Historia
El nombre inuit del Kobuk, Kuuvak, significa "gran río". Fue transcrito por primera vez por John Simpson en 1850 como "Kowuk". El río fue explorado por el teniente G. M. Stoney, USN, en 1883-1886, quien escribió el nombre "Ku-buck" pero propuso que se llamara "Putnam" en honor al maestro Charles Putnam, USN, un oficial de los Rodgers, quien fue llevado al mar sobre el hielo y perdido en 1882. El teniente J. C. Cantwell,  también exploró el río en 1884 y 1885 y deletreó el nombre "Koowak" en su mapa y "Kowak" en su texto. Ivan Petroff deletreó el nombre del río "Kooak" en 1880, y W. H. Dall lo deletreó "Kowk" en 1870. El teniente H. T. Allen, del ejército estadounidense, transcribió el nombre indio koyukón para el río en 1885, que deletreó "Holooatna" y "Holoatna".
Los pueblos nativos han cazado, pescado y vivido a lo largo del Kobuk durante al menos 12 500 años y durante mucho tiempo ha sido una importante ruta de transporte para los pueblos del interior. En 1898, el río fue escenario de una breve fiebre del oro llamada Estampida del río Kobuk, en la que participaron unos 2000 buscadores en total. Al enterarse de la existencia de oro a lo largo del Kobuk y sus afluentes, los mineros partieron de Seattle y San Francisco en barcos para llegar a la desembocadura del Kobuk. A su llegada, los nativos les informaron que se trataba de una estafa, y sólo unos 800 viajaron río arriba. El resultado fue que se encontró poco o ningún oro, y sólo en unos pocos afluentes del río. En 1980, el Congreso de los Estados Unidos designó 177 km del río aguas abajo del lago Walker como el río Kobuk Wild and Scenic, parte del Río salvaje y paisajístico nacional. El río se considera un destino destacado para la flotación recreativa.

## Clima
La cuenca del río Kobuk se encuentra justo al norte del círculo polar ártico y tiene un clima continental. Los veranos son cortos y cálidos, mientras que los inviernos son largos y fríos. La temperatura media anual en la parte media y superior del valle de Kobuk es -6 °C, y la temperatura media en julio es de 15 °C. Un promedio de 53 cm de precipitación cae en la cuenca. Sin embargo, la precipitación real puede oscilar entre 40–100 cm, con mayores cantidades cayendo en los tramos superiores de la cuenca del río.
La cuenca del río Kobuk es muy sensible a los cambios climáticos. Las regiones árticas se han calentado a aproximadamente el doble del ritmo global en las últimas décadas. Los registros de temperatura del aire de 1961 a 1990 registrados en las latitudes del río Kobuk muestran una tendencia al calentamiento de aproximadamente 0,78 °C por década. El calentamiento ha sido más intenso en los meses de invierno y primavera. Actualmente, el cambio climático se considera el estrés ambiental más grave en la cuenca del río Kobuk y en toda Alaska.
Como ejemplo específico, el cambio climático provocará un deshielo generalizado del permafrost en la zona discontinua y cambios significativos en la zona continua. El deshielo del permafrost puede provocar un paisaje de depresiones irregulares (termokarst) debido al hundimiento de los suelos. Esto puede alterar los patrones de drenaje e incluso cambiar el curso de los arroyos, mientras que otras áreas podrían convertirse en pantanos. Además, la estabilidad de las pendientes disminuirá y la degradación del permafrost podría provocar la erosión de las riberas de los ríos, lo que provocaría un aumento del transporte de sedimentos por los ríos. Estos cambios físicos también afectarán el ciclo de nutrientes y los procesos biológicos dentro de la cuenca.

## Geología y suelos
En la figura adjunta se muestran las regiones de permafrost a lo largo del río Kobuk.

### Geomorfología

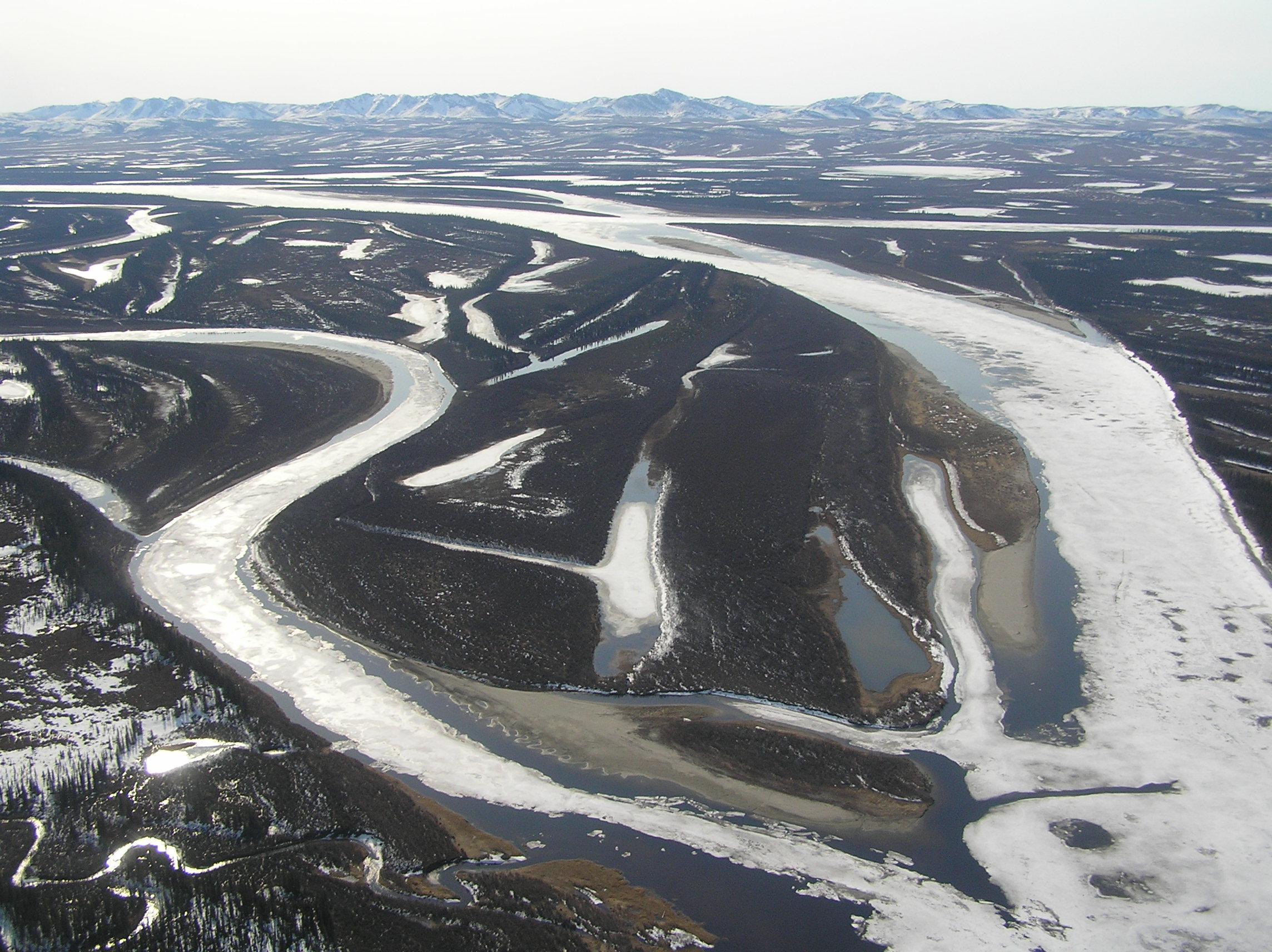
Río Kobuk al oeste de Kiana, Alaska

El río Kobuk es un río periglacial, alimentado por un lago glacial remanente (Walker Lake) y el deshielo de las montañas en la cordillera de Brooks. Corta un canal a través de un paisaje dominado por permafrost. La forma y estructura actual del Kobuk es el resultado directo de varias etapas de erosión y formación de canales tras el último retroceso glacial.
Cuando el glaciar retrocedió y se derritió, grandes cantidades de sedimentos de grano fino, altamente erosionables, cayeron en los valles montañosos relativamente altos. La disponibilidad de este sedimento suelto de grano fino se combinó con un alto gradiente para convertir el recién formado río Kobuk en un sistema de transporte de sedimentos de rápido funcionamiento. El río recogió labranza glacial de sus tramos superiores y la transportó río abajo hasta que la pendiente disminuyó. Cuando el río encontró un terreno más plano, depositó su carga de sedimentos, lo que dio como resultado la creación de amplios terrenos inundables planos, abanicos aluviales y curvas de meandros por agradación.
Después de la primera etapa de agradación y transporte de sedimentos, el Kobuk comenzó una nueva fase de erosión y desarrollo del relieve. El río agotó su suministro de sedimentos fácilmente erosionables aguas arriba, disminuyendo así su carga de sedimentos y aumentando su capacidad de carga aguas abajo. Con mayor capacidad río abajo, el río comenzó a abrirse paso en el abanico aluvial que había creado anteriormente, moviendo sedimentos almacenados durante mucho tiempo en sus llanuras aluviales originales a llanuras aluviales más nuevas aún más río abajo.
Más abajo, en la cuenca de Kobuk, el río trabajó en conjunto con el viento para crear uno de los accidentes geográficos más famosos de Alaska: las dunas de Kobuk.[cita requerida] Estas grandes dunas de arena son el ancestro moderno de los depósitos aluviales que adquirieron forma y fueron dominados por un intercambio de procesos eólicos y fluviales. En climas más húmedos, el río tiene más agua y, por tanto, más fuerza, y atraviesa un lecho arenoso. En épocas de clima más seco, el viento domina y arrastra una gran cantidad de sedimentos hacia un sistema fluvial más débil, lo que provoca agradación y redistribución de las llanuras aluviales.
Actualmente, el río Kobuk en sus tramos medio e inferior es un arroyo anastomosado, con varios canales trenzados en algunos lugares, amplias curvas de meandros migratorios y brazos muertos. Está controlado por ciclos anuales de congelación y descongelación, al igual que el paisaje que lo rodea. Durante seis meses al año, el río permanece prácticamente en calma, congelado en su parte superior por una gruesa capa de hielo. En primavera, las temperaturas más cálidas hacen que este hielo comience a derretirse. Pero el proceso resultante no es gradual. Más bien, la presión del hielo derretido río arriba se acumula en las "represas" de hielo en el canal del río, lo que finalmente causa un evento de "ruptura del hielo", en el que una inundación de hielo y agua se mueve poderosamente río abajo.
Estos eventos anuales de ruptura de primavera tienen varias consecuencias importantes. En primer lugar, el río tiene orillas profundamente socavadas y erosionadas, causadas por grandes trozos de hielo que se mueven rápidamente y que excavan el canal del río antes de que comience a derramarse sobre su llanura aluvial, que tiene un promedio de entre 1,6 y 9,7 km de ancho excepto en las confluencias con afluentes principales. En segundo lugar, el río se mueve lateralmente de manera muy rápida y dramática, reinventando canales laterales cada año a medida que sus corrientes secundarias se ahogan en cada inundación anual por una abrumadora cantidad de sedimento. Por último, dado que el río está rodeado principalmente por permafrost y debido a que durante el evento de ruptura de primavera todavía hay grandes partes de suelo congelado cerca de sus orillas, las inundaciones a menudo transportan grandes cantidades de sedimentos finos a través de amplias extensiones de llanuras aluviales en finas capas de agua. que se deslizan fácilmente por el suelo helado. Estas características también se traducen en un hábitat relativamente variable para las especies nativas del Kobuk.
En el extremo oeste, el Kobuk desemboca en Hotham Inlet, el brazo oriental de Kotzebue Sound. Sin embargo, durante épocas geológicas recientes, cuando el nivel del mar era más bajo, los ríos Noatak, Kobuk y Selawik se unieron. Ahora tienen deltas separados con muchos lagos y pantanos y sistemas de canales intrincadamente entrelazados. Los deltas están compuestos principalmente de limo, arena y grava.

## Aguas superficiales e hidrología

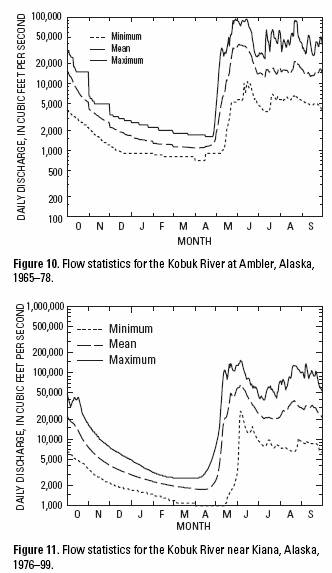

El río Kobuk está cubierto de hielo durante un promedio de seis meses al año y, en general, desde finales de octubre hasta finales de mayo es un período de caudal relativamente bajo. Anualmente, el hidrograma refleja dos picos de inundación: el primero está asociado con la interrupción de la primavera y el segundo, un pico menor, está asociado con las precipitaciones de finales del verano. A medida que la capa de nieve comienza a derretirse a finales de mayo, el caudal del río Kobuk aumenta y la mayor parte de la escorrentía se produce durante junio. El flujo durante el verano (julio a septiembre) está dominado por eventos de precipitación variables.
La mayoría de los principales afluentes del río Kobuk fluyen desde el norte, drenando las montañas en el sur de la cordillera de Brooks. De este a oeste, estos incluyen el río Reed, el río Beaver, el río Mauneluk, el río Kogoluktuk, el río Shungnak, el río Ambler, el río Akillik, el río Tutuksuk, el río Salmon y el río Squirrel. Dentro del Parque Nacional del Valle del Kobuk se encuentran los ríos Kallarichuk, Kaliguricheark y Adillik. Todas sus cabeceras se encuentran en las montañas Baird. Los principales afluentes que fluyen hacia el norte desde las montañas Waring son el río Pah, el río Pick y el arroyo Niaktuvik. El río Pah drena una zona de tierras bajas de la cuenca. La mayoría de los afluentes principales que drenan áreas de alto relieve tienen una escorrentía unitaria mayor que los afluentes que drenan áreas de bajo relieve.
Walker Lake está a una altitud de 194 metros en la cabecera del río Kobuk. Otras fuentes de agua superficial dentro de la cuenca incluyen el lago Selby, el lago Nutuvukti y el lago Norutak. Además, en las tierras bajas a lo largo del río se encuentran numerosos lagos y estanques pequeños, algunos se formaron como meandros separados del río serpenteante y otros se formaron donde el permafrost se derritió y causó depresiones.
Los registros de flujo están disponibles en las estaciones de monitoreo del USGS en Ambler y Kiana. El caudal anual promedio del río Kobuk en Ambler osciló entre 165,3 m3/s   a 422 m3/s durante el período de registro de 1966 a 1978, con una descarga máxima que oscila entre 850 m3/s y 2700 m3/s. Cerca de Kiana, el caudal medio anual oscilaba entre 284 m3/s a 707 m3/s   para el período de 1977 a 1999, con picos de 1300 m3/s a 4600 m3/s. Los flujos máximos pueden deberse a grandes volúmenes de agua liberados cuando fallan los atascos de hielo. Los registros de flujo también están disponibles para Dahl Creek, un afluente del río Kobuk con una confluencia cerca de la ciudad de Kobuk.